# Le Bel Air de Londres
Le Bel Air de Londres (London Assurance) est une pièce de théâtre du comédien et auteur dramatique irlandais Dion Boucicault (1822-1890), créée à Londres en 1841. La pièce a été créée en France, dans une adaptation de Jean-Marie Besset, le 17 décembre 1998 au théâtre de la Porte-Saint-Martin à Paris.
Le texte de l'adaptation de Jean-Marie Besset a été publié par les éditions Actes Sud.

## Théâtre de la Porte-Saint-Martin,1998
- Adaptation : Jean-Marie Besset
- Mise en scène : Adrian Brine
- Décors : Pace
- Costumes : Emmanuel Peduzzi
- Lumières : Pascal Sautelet

Distribution
- Sir Harcourt Courtly : Robert Hirsch
- Charles Courtly : Nicolas Vaude
- Lady Gail Spanker : Frédérique Tirmont
- Max Harkaway : Henri Poirier
- Richard Brilliant : Emmanuel Patron
- Claire Harkaway : Marina Hands
- Marc Mellay : Dozier
- Monsieur Spanker : Michel Crémadès
- Cool : Guilhem Pellegrin
- Maître Mandicott : Pierre Dumas
- Perla : Constance Dollé

Robert Hirsch a reçu pour ce rôle le Molière du comédien en 1999.